# Давыдов, Иван Иванович
Иван Иванович Давыдов (15 [26] июня 1792, сельцо Зеленцыно, Тверское наместничество — 14 [26] ноября 1863, Москва) — русский филолог и философ, ординарный профессор и декан историко-филологического отделения философского факультета Московского университета, академик Петербургской академии наук.

## Биография
Родился в имении своего отца, небогатого дворянина древнего рода, бывшего военного, в конце жизни состоявшего на гражданской службе в Твери. Отец рано умер и все заботы о воспитании и образовании сына легли на мать, происходившую из благородной малороссийской фамилии Лукьяновых. С девяти лет он учился в Тверском училище для бедных дворян, которое готовило их для поступления в 1-й кадетский и морской корпуса. Выдающиеся успехи Давыдова обратили на него внимание попечителя Московского университета М. Н. Муравьёва, и в 1808 году Давыдов после сдачи экзамена был принят в студенты отделения (факультета) нравственных и политических наук Московского университета. Одновременно он посещал лекции на отделениях физико-математических и словесных наук университета. В результате, в 1812 году он получил за сочинение «О различии греческого и римского образования», написанное под руководством И. Ф. Буле на латинском языке, золотую медаль и степень кандидата по словесному отделению.
В 1812 году, в связи с военными действиями, был вынужден уехать в Казань, где в Казанском университете слушал лекции Н. И. Лобачевского.
Возвратился в Москву во второй половине 1813 года, а в 1814 году получил степень магистра за сочинение «О критике в древней филологии» (на латинском языке) и начал преподавать русскую словесность и чистую математику в университетском Благородном пансионе, где был также инспектором классов.
В 1815 году он защитил диссертацию на степень доктора словесных наук: «О преобразовании в науках, произведенном Бэконом» — эта диссертация послужила основой для опубликованного в 1820 году «Опыта руководства к истории философии».
С 1817 года был адъюнктом Московского университета по кафедре философии; читал лекции по философии, а также по математике и истории русской литературы. На торжественном собрании университета произнёс речь: «О духе философии греческой и римской» (1820). В 1819 году по инициативе профессора И. М. Снегирёва и И. И. Давыдова был начат сбор материалов по истории «допожарного» университета и выпуск издания «Речи, произнесённые в торжественных собраниях Московского университета русскими профессорами, и краткие их жизнеописания» (в 4-х томах, завершено в 1823 году).
С мая 1820 года — экстраординарный профессор,  а с сентября 1822 года — ординарный профессор Московского университета по кафедре латинской словесности и древностей.
Вместе с М. Г. Павловым Давыдов был приверженцем Шеллинга, однако эволюционировал в сторону психологизма: «Философия как наука есть психология, ведущая к открытию единства в знании и бытии». Давыдов предложил схему разделения философии на «чистую» и «прикладную»: к первой он относил «логику, этику и эстетику», ко второй — «онтологию, космологию, пневматологию».
В феврале 1826 года был переведён на кафедру философии отделения нравственных и политических наук и выступил с программной лекцией «О возможности философии как науки по Шеллингу», в которой объявил себя приверженцем «математической точности и немецкой систематизации». После этой лекции кафедра философии была упразднена, а чтение философии в университете было запрещено до 1845 года. Давыдов был переведён на отделение физических и математических наук, где с 1827 по 1831 годы читал курс высшей алгебры и теории вероятностей.
С 24 ноября 1831 года, после смерти А. Ф. Мерзлякова, он занял кафедру красноречия, стихотворства и языка российского на отделении словесных наук; читал российскую словесность и историю российской литературы. Редактор научного журнала Учёные записки Московского университета (1833—1836).
В 1836 году произнёс речь «О содействии Московского университета успехам отечественной словесности». В 1837—1838 годах им были написаны «Чтения по словесности». Ординарный профессор кафедры российской словесности и истории российской литературы (1835—1847), декан (1843—1847) историко-филологического отделения философского факультета. С 1845 года — Заслуженный профессор Московского университета.
Почётный член Московского университета с 1847 года.
Одновременно И. И. Давыдов был инспектором классов в Александринском сиротском и Лазаревском институтах. В 1847 году он был назначен в Санкт-Петербург директором Главного педагогического института; первые четыре года читал лекции по русской словесности.
С 1850 года был членом Главного правления училищ и председателем Комитета для рассмотрения руководств училищ.
С 1841 года И. И. Давыдов был ординарным академиком Петербургской Академии наук; с 1851 года — председатель отделения русского языка и словесности Академии.
После закрытия Главного педагогического института, 29 января 1859 года И. И. Давыдов был назначен сенатором в VI департамент.
С 23 января 1856 года — тайный советник.
Как человек, Давыдов оставил по себе не очень добрую память: отмечалась его мелочность и мстительность; печальную картину педагогического института под управлением Давыдова дал Н. А. Добролюбов.

## Интересные факты
В 1831 году лекция Давыдова «О слове российском» была восторженно встречена студентами, а III отделением расценена как нарушение порядка в университете.
27 сентября 1832 года лекцию Давыдова по истории русской литературы посетил А. С. Пушкин и в споре с М. Т. Каченовским отстаивал подлинность «Слова о полку Игореве». По воспоминаниям И. А. Гончарова поэт вошёл, сопровождаемый графом С. С. Уваровым (тогда товарищем министра народного просвещения), и «точно солнце озарило всю аудиторию… Читал лекцию Давыдов, профессор истории русской литературы. „Вот вам теория искусства, сказал Уваров, обращаясь к нам, студентам, и указывая на Давыдова, ‒ а вот и самое искусство“, ‒ прибавил он, указывая на Пушкина».

## Сочинения
- «О различии греческого и римского образования» (1810)
- «О критике в древней философии» (1814)
- «О преобразовании в науках, произведенном Бэконом» (1815)
- «Commentatio de natura et indole philosophiae graecorum et romanorum» (M., 1820)
- «Опыт руководства к истории философии. Для благородных воспитанников Университетского пансиона» (М., 1820)
- «Commentatio de studiis humanitatis praecipue respectu litterarum Romanorum habita» (M., 1820)
- «Греческая грамматика» (1820; 2-е изд. — 1831)
- «Речи Цицерона» (1821)
- «Учебная книга русского языка» (М., 1821; 9-е изд. — 1843)
- «Начальные основания логики» (М., 1821)
- «Латинская хрестоматия Ф. Гедике» (М., 1822)
- «О возможности философии как науки…» (М., 1826)
- «Учебная книга латинского языка» (1826)
- «Система российской словесности» (М., 1832)
- «О содействии Московского университета успехам отечественной словесности» (1836)
- «Чтения о словесности» (М., 1837—1838 и М., 1837—1843)
  - Курс первый
  - Курс второй
  - Курс третий
  - Курс четвертый
- «Материалы для русской грамматики…» (СПб.-Лейпциг, 1845—1848)
- «Грамматика русского языка» (СПб., 1849)
- «Опыт общесравнительной грамматики русского языка» (СПб., 1852)
- «Памяти ординарного академика Василия Андреевича Жуковского» (СПб., 1852)
- «О значении Гоголя в русской словесности» (СПб., 1852)
- «Взгляд на Историю Государства Российского Карамзина со стороны художественной» (СПб., 1855)
- «Записка о книге : Рассмотрение опыта общесравн. грамматики рус. яз.» (СПб., 1856)
- «Об изучении древних языков и преимущественно латинского» (СПб., 1856)
- «О словаре русских синоним» (СПб., 1857)

Кроме того, И. И. Давыдов перевёл два труда Луи-Бенжамена Франкёра: «Высшая алгебра» (1824) и «Интегральное и вариационное исчисление и исчисление разностей» (1825).
В 1850-е годы грамматическая концепция Давыдова вызвала оживлённые споры: автора, в частности, упрекали в том, что он «стремился подогнать факты русского языка к принципам всеобщей, универсальной грамматики, представить их в сравнительном плане, связать с логическими законами мысли».